# Bowie chinagirl
Bowie chinagirl (лат.) — вид блуждающих пауков рода Bowie (Ctenidae). Встречается на острове Калимантан (Сабах, Малайзия). Название происходит от имени песни «China Girl» британского музыканта Дэвида Боуи.

## Описание
Пауки средних размеров, длина самцов от 7,0 до 7,6 мм, самок — от 7,5 до 7,7 мм. Окраска самцов желтовато-коричневая с отчетливым рисунком. Хелицеры спереди с 2 продольными полосками, проксимально и дистально сросшиеся, ноги с кольчатым рисунком. Опистосома сероватая, сверху со светлой сердечной областью и темными сросшимися парами пятен в задней половине, снизу светлая с темными пятнами. Окраска самок как у самца, но хелицеры красновато-коричневые с менее контрастным рисунком, ноги более отчётливо кольчатые. Формула ног 4123. Имеют поперечный тегулярный апофиз, короткий эмболус со срединным ретролатеральным отростком и относительно короткий ретролатеральный голенный апофиз педипальп (RTA) у самцов, а также отчётливые переднебоковые «плечи» срединной пластинки и двулопастные боковые зубцы у самок с открыто видимыми основаниями соответствующих боковых зубцов.

## Таксономия и этимология
Вид был впервые описан в 2022 году немецким арахнологом Петером Егером. Название происходит от имени песни «China Girl» (1983) британского музыканта Дэвида Боуи — по случаю 75-летия рок-легенды и с целью привлечь внимание к всё ещё в значительной степени неизученному разнообразию и защите природы.
Внешне и по строению копулятивных органов Bowie chinagirl  сходен с видом Bowie celebensis. Включён в видовую группу chinagirl по наличию общих признаков: имеют сходное строение копулятивных органов самца и самки.

## Распространение
Встречается на острове Калимантан (Сабах, Малайзия).